# Loctudy
Loctudy (bret. Loktudi) – miejscowość i gmina we Francji, w regionie Bretania, w departamencie Finistère.
Według danych na rok 2008 gminę zamieszkiwały 4161 osoby, a gęstość zaludnienia wynosiła 285 osób/km² (wśród 1269 gmin Bretanii Loctudy plasuje się na 134. miejscu pod względem liczby ludności, natomiast pod względem powierzchni na miejscu 736.).